# Vera Salvequart
Compléments
Jugée, condamnée à mort comme criminelle de guerre et pendue.
Vera Salvequart, née le 26 novembre 1919 en Tchécoslovaquie et morte le 26 juin 1947, est affectée comme infirmière au camp de concentration de Ravensbrück de décembre 1944 jusqu'en 1945.

## Biographie
Allemande des Sudètes, elle se rendit plusieurs fois en Allemagne. Arrêtée en 1941 pour avoir eu des relations avec un Juif et avoir refusé de le dénoncer à la Gestapo, elle passa 10 mois en prison au camp de concentration de Flossenbürg pour ces faits et fut à nouveau arrêtée en 1942 pour une autre relation avec un Juif. Elle fit à nouveau 2 ans de prison. Le 5 décembre 1944, arrêtée pour avoir aidé cinq officiers prisonniers à s'échapper, elle fut envoyée à Ravensbrück, un camp de la mort pour femmes, à ce moment de la guerre.
Du fait d'un manque de personnel médical qualifié, étant infirmière confirmée et étudiante en médecine, elle fut affectée à l'infirmerie du camp. Elle administra une poudre blanche à des patients dont plusieurs moururent de son « traitement ».

### Arrestation et procès
Vera Salvequart fut arrêtée par les Britanniques après la guerre et déférée devant un tribunal britannique à Hambourg. Elle fut condamnée à mort par pendaison.
Elle fut exécutée par pendaison le 26 juin 1947 par Albert Pierrepoint.

## Autres criminelles exécutées à l'Ouest
- Greta Bösel : 2 mai 1947 ;
- Dorothea Binz : 2 mai 1947 ;
- Irma Grese : 13 décembre 1945 ;
- Elisabeth Volkenrath : 13 décembre 1945 ;
- Juana Bormann : 13 décembre 1945.